# Hydromanicus abiud
Hydromanicus abiud är en nattsländeart som beskrevs av Malicky och Chantaramongkol 1993. Hydromanicus abiud ingår i släktet Hydromanicus och familjen ryssjenattsländor. Inga underarter finns listade i Catalogue of Life.